# Mont Sannosawa
Le mont Sannosawa (三ノ沢岳, Sannosawa-dake) est une des montagnes des monts Kiso, située dans la préfecture de Nagano au Japon.